# Skammerens børn
Skammerens børn er en serie af danske fantasybøger skrevet af Lene Kaaberbøl. Serien er først udgivet hos forlaget Forum i starten af 2000'erne, og er siden oversat til adskillige sprog og udgivet eller planlagt udgivet i bl.a. USA, England, Sverige, Japan, Tyrkiet, Frankrig, Tyskland, Holland, Rusland, Litauen, Norge og Færøerne. Bøgerne har solgt over 1 million eksemplarer.
Bøgerne blev i 2011 genudgivet, samlet i to bøger, under titlen Skammerens Datter, navnet på den første bog i serien.
Den første bog er blevet filmatiseret i 2014 med premiere i marts 2015. Den blev nomineret til 11 Robertpriser. Den næste film i rækken, Skammerens datter 2: Slangens gave, havde premiere i 2019 og modtog Svendprisen for bedste danske børnefilm samme år.

## Skammerens datter
Udgivet 2000.
Dina er ked af at have arvet sin mors skammerkræfter, for det er svært at få venner, når man er Skammerens datter.

## Skammertegnet
Udgivet 2001. Dina bliver bortført af Drakans fætter Valdracu, og hendes storebror Davin er fast besluttet på at finde hende.

## Slangens gave
Udgivet 2001. Dinas familie må flygte over hals og hoved da hendes far dukker op.

## Skammerkrigen
Udgivet 2003. Drakan raserer lavlandet, og Nico har en plan om at stoppe ham.